# Gródki Pierwsze (Zagrody)
Gródki Pierwsze (dawn. Gródki-Kolonia) – część wsi Zagrody w Polsce, położona w województwie lubelskim, w powiecie biłgorajskim, w gminie Goraj. Stanowi północną część wsi.

## Historia
Kolonia Gródki, obejmująca grunta serwitutowe gromad Gródki I i Gródki II już od międzywojnia stanowiła cześć Zagród, należąych do gminy Goraj, początkowo w powiecie zamojskim, a od 1 stycznia 1923 do powiatu biłgorajskiego. 1 kwietnia 1930 gmina Goraj została zniesiona, a jej obszar włączony do gminy Frampol. Rozporządzenie to nie zostało wprowadzone w życie i zostało uchylone z dniem 29 lipca 1939.
Po II wojnie światowej Gródki zachowały dotychczasową przynależność administracyjną. Kiedy gminę Goraj zniesiono jesienią 1954 wskutek reformy administracyjnej wprowadzającej gromady w miejsce gmin, Gródki włączono do powiatu krasnostawskiego i utworzonej tam gromady Gródki. 1 stycznia 1962 gromadę Gródki zniesiono, włączając jej obszar do gromady Turobin w tymże powiecie. Tam przetrwały do końca 1972 roku, czyli do kolejnej reformy gminnej. 1 stycznia 1973 w powiecie krasnostawskim reaktywowano gminę Turobin, jednak kolonię Gródki (obszar 250 ha) odłączono od sołectwa Gródki w powiecie krasnostawskim i włączono z powrotem do reaktywowanej gminy Goraj w powiecie biłgorajskim jako sołectwo o nazwie Gródki-Kolonia.
W latach 1975–1998 miejscowość należała administracyjnie do województwa zamojskiego. 

## Wiara
Wierni Kościoła rzymskokatolickiego należą do parafii św. Bartłomieja w Goraju.